# Osteodiscus andriashevi
Osteodiscus andriashevi е вид лъчеперка от семейство Liparidae.

## Разпространение
Видът е разпространен в дълбоките води на Охотско море в северозападната част на Тихия океан, където се среща на дълбочини от 766 до 1950 метра.

## Описание
На дължина достига до 17,5 см.